# Hành lang Tây Bắc

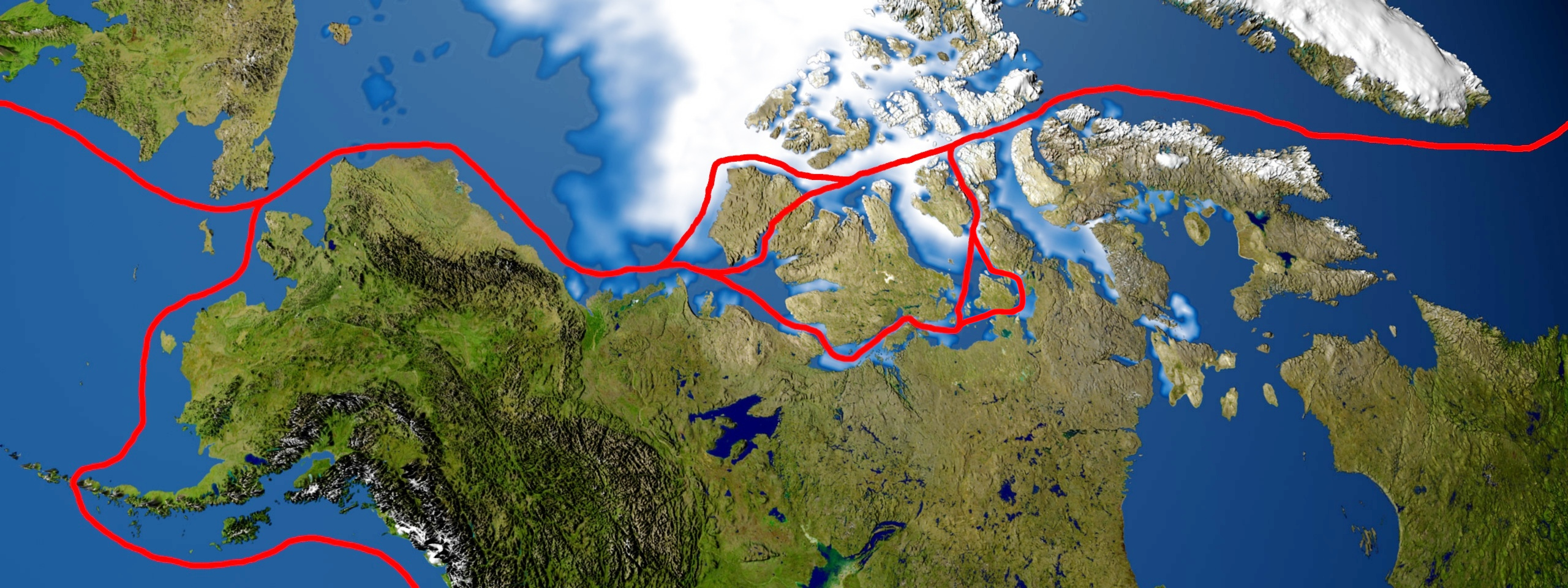
Tuyến Hành lang Tây Bắc

Hành lang Tây Bắc (tiếng Anh: Northwest Passage) là một tuyến đường đi qua Bắc Băng Dương, dọc theo bờ biển phía bắc của lục địa Bắc Mỹ qua các quần đảo Bắc Cực của Canada để kết nối Thái Bình Dương, Bắc Băng Dương và Đại Tây Dương.. Các nhà thám hiểm từ nhiều thế kỷ trước đã cho ràng đây có thể một tuyến đường thương mại, hành lang này lần đầu tiên được vượt qua bởi Roald Amundsen trong 1903-1906. Cho đến năm 2009, khối băng Bắc cực ngăn chặn việc vận chuyển hàng hải thường xuyên trên toàn tuyến trong suốt khoảng thời gian trong năm, nhưng biến đổi khí hậu đã làm khối băng tan chảy dần, và việc thực hiện việc di chuyển trở nên dễ dàng hơn.. Tuy nhiên, các tranh chấp chủ quyền trên các vùng biển có thể sẽ gây phức tạp việc vận chuyển hàng hóa trong tương lai thông qua khu vực này: chính phủ Canada coi Hành lang Tây Bắc là vùng nội thủy của mình, nhưng Hoa Kỳ và một số các nước châu Âu coi đây là một eo biển quốc tế và có quyền quá cảnh mà không cần xin phép hay phải mất phí quá cảnh.